# 하모니카사택
하모니카사택은 조선민주주의인민공화국의 주요 도시에서 볼 수 있는 일종의 연립 주택이다.
하모니카사택은 작은 아파트로 나누어진 2층 건물로, 정면에서 보면 하모니카처럼 보이기에 이러한 이름이 붙여졌다. 하모니카 사택의 전형적인 아파트는 부부 또는 소규모 가족이 거주하며 주방과 추가적인 방으로 구성되어 있고 화장실은 여러 세대가 공유하며 때로는 집 뒤에 작은 정원이 딸려 있다.